# 해외농업개발협회
해외농업자원개발협회의 건농 발전과 효율적인 수행 및 해외농업개발사업자의 권익을 보호함과 동시에 해외농업자원의 안정적 확보로 국민경제 발전에 이바지할 목적으로 2012년 5월 8일 설립·허가 된 대한민국 농림축산식품소관의 사단법인이다. 사무실은 경기도 안양시 동안구 관양동 954-6 인덕원 성지스타위드 906호에 있다.

## 설립 근거
- 해외농업개발협력법[2]

## 주요 사업
- 해외농업개발사업에 관한 자료 및 정보의 수집·분석
- 해외농업개발사업의 진흥을 위한 국제민간협력의 추진
- 해외농업개발사업에 관련된 제도의 연구 및 개선 건의
- 해외농업개발사업에 관련된 자에 대한 교육훈련 및 복지사업
- 해외농업개발사업의 홍보 및 간행물의 발간
- 주무부장관으로부터 위탁받은 업무
- 그 밖에 정관으로 정하는 사항